# Jesús, alegría de los hombres

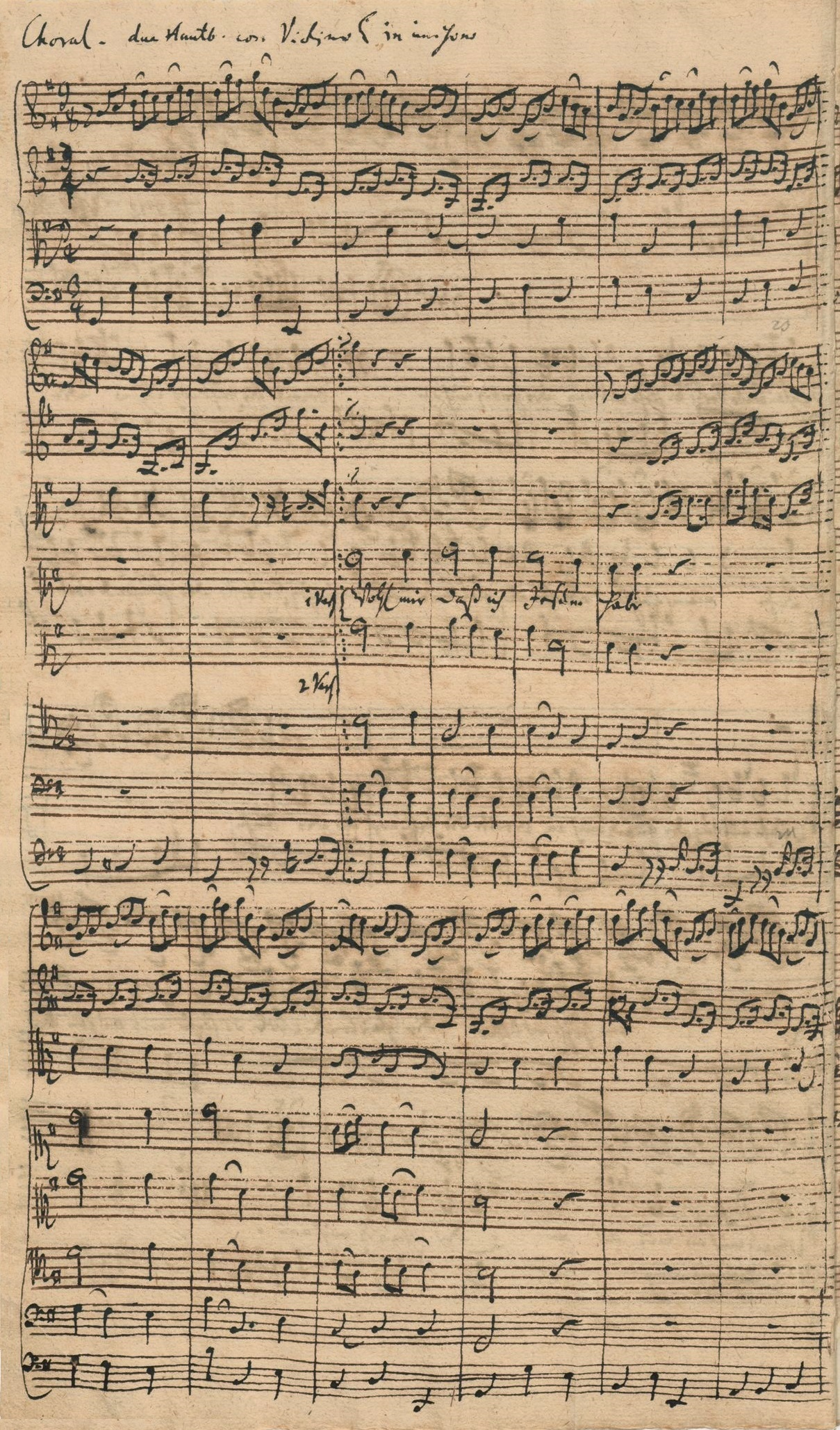
Comienzo de la partitura en el manuscrito autógrafo.

Jesús, alegría de los hombres (título original en alemán: Jesus bleibet meine Freude, Jesús sigue siendo mi alegría) es el décimo movimiento de la cantata Herz und Mund und Tat und Leben, BWV 147 del compositor alemán Johann Sebastian Bach, escrita durante su primer año en Leipzig, Alemania.
Hoy en día, es una de las piezas más conocidas de la música clásica, y generalmente se interpreta con un tempo lento, en contraposición a lo anotado por Bach originalmente.

## Descripción
Estrictamente, se trata de un coral protestante, aunque suele interpretarse a menudo en ritos católicos. Está escrito para coro de cuatro voces (tenor, soprano, contralto y bajo) y orquesta, que interpreta la melodía principal.

## Texto
| Texto original en alemán | Traducción |
| --- | --- |
| Jesus bleibet meine Freude, meines Herzens Trost und Saft, Jesus wehret allem Leide, er ist meines Lebens Kraft, meiner Augen Lust und Sonne, meiner Seele Schatz und Wonne; darum lass' ich Jesum nicht aus dem Herzen und Gesicht. | Jesús sigue siendo mi alegría, consuelo y bálsamo de mi corazón. Jesús me defiende de toda pena. Él es la fuerza de mi vida, el gozo y el sol de mis ojos, el tesoro y la delicia de mi alma; por eso no quiero dejar ir a Jesús fuera de mi corazón y de mi vista. |

## Grabaciones y versiones
- Coro del Tabernáculo de la Manzana del Templo, en su álbum Jesu, Joy of Man's Desiring: 20 Great Bach & Handel Choruses, de 1992.
- George Winston, en su álbum December.
- Chloë Agnew (versión solista en su álbum Walking In The Air), Méav Ní Mhaolchatha, Órla Fallon y Máiréad Nesbitt, de Celtic Woman.
- Renée Fleming, en su álbum Sacred Songs, del 2005.
- Josh Groban, en su álbum Josh Groban, del 2001.
- Leo Kottke, en su álbum 6- and 12-String Guitar, de 1969.
- Leon Fleisher, en su álbum Two Hands, del 2004.
- Gary Hoey, como "Desire", en su álbum Bug Alley.
- Sarah Brightman, en su álbum A Winter Symphony.
- Isao Tomita, en su álbum Dawn Chorus.
- Sissel Kyrkjebø, en su álbum Northern Lights, del 2007.
- Grover Washington, Jr., en su álbum Breath Of Heaven: A Holiday Collection, de 1997.
- Wendy Carlos, en su álbum Switched-On Bach.
- BYU Men´s chorus (coro de hombres de la Universidad de Brigham Young), en su álbum Awake my Soul.
- Extremoduro, en su disco La ley innata (2008) cita la melodía del coral en su canción «Dulce introducción al caos».
- El grupo de estudio Apollo 100 realizó una interpretación a un ritmo rápido, con teclados electrónicos, la cual fue lanzada en 1971 y que aparece en la película Boogie Nights, de 1997.
- El grupo estadounidense The Beach Boys utilizó la melodía en la introducción de su canción "Lady Lynda", perteneciente al álbum L.A. (Light Album), de 1979.
- En la banda sonora de The End of Evangelion (1997)
- La melodía está incorporada en la canción "Someone I know" (1968) de Margo Guryan.

### Adaptaciones
La pianista inglesa Myra Hess publicó una transcripción para piano solo en 1926, y en 1934 para dúo de piano. El organista británico Peter Hurford hizo una transcripción para órgano. 